# Tilhar
Tilhar é uma cidade  no distrito de Shahjahanpur, no estado indiano de Uttar Pradesh.

## Geografia
Tilhar está localizada a 27° 59′ N, 79° 44′ L. Tem uma altitude média de 157 metros (515 pés).

## Demografia
Segundo o censo de 2001, Tilhar tinha uma população de 52,909 habitantes. Os indivíduos do sexo masculino constituem 52% da população e os do sexo feminino 48%. Tilhar tem uma taxa de literacia de 41%, inferior à média nacional de 59.5%: a literacia no sexo masculino é de 47% e no sexo feminino é de 35%. Em Tilhar, 17% da população está abaixo dos 6 anos de idade.